# Теопемт Кијевски
Митрополит Теопемпт (11. век) је био митрополит кијевски у периоду од 1037-1049. године.

## Биографија
Грк по пореклу. Постао је митрополит после 1030. године, можда око 1034. године, с обзиром на његове везе са пратњом цара Михаила IV.
Појаву Теопемпта у Кијеву одредила је промена верске политике кнеза Јарослава Мудрог, који се одрекао „свог” наслеђа: доминантна улога десетине Богородичине цркве и традиције повезане са њом, а не само покретања изградњом новог храма Свете Софије, али и обезбеђивањем доласка првог митрополита из Грчке у Русију.
Митрополит Теопемпт се први пут помиње у руским летописима 1039. године, када је учествовао у поновном освећењу десетине цркве у Кијеву. Према неким извештајима, до 1037. године Кијевска митрополија је била потчињена Охридској архиепископији, а не Цариградској патријаршији, али се до 1037. године ситуација променила, Византинци су ојачали своје позиције у Кијевској Русији. А пошто се Теопемпт одмах прихватио задатка поновног освећења Десетенске цркве, онда су, највероватније, до 1037. године у Цариграду хришћани који су осветили Десетину 995. године сматрани јеретицима. Почевши од времена појављивања митрополита Теопемпта у Кијеву, Руску Цркву су током предмонголског периода предводили готово искључиво Грци, које су у Кијев слали цариградски патријарси.
Теопемпт је средином 1039. године био у Цариграду, где је учествовао на патријаршијском синоду.
Византијско-руски сукоб 1043-1046. године уопште није имао негативан утицај на Теопемптову делатност, будући да се он по свој прилици изјаснио у корист антицара Ђорђа Манијака.
Умро 1049. године.